# Clásica del Oeste-Doble Bragado

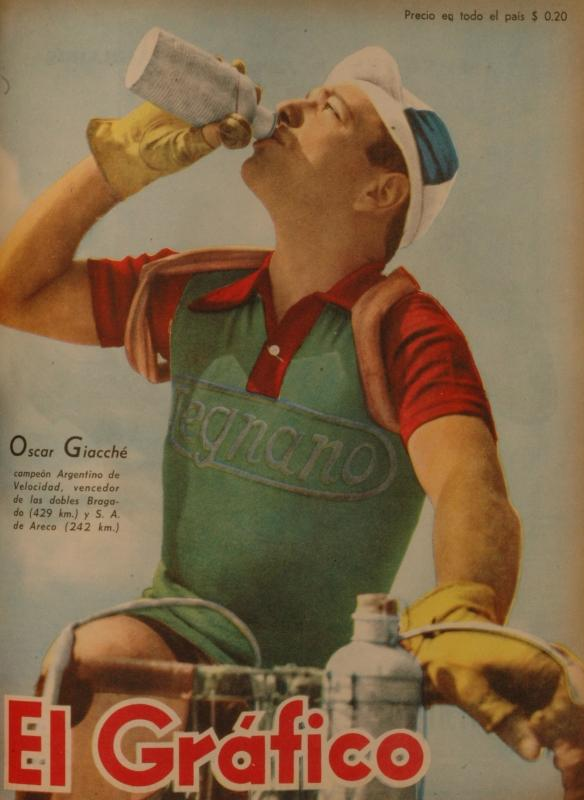
Óscar Giacché, Sieger 1947

Das Straßenradrennen Clásica del Oeste-Doble Bragado ist ein Radsportwettbewerb in Argentinien, der als Etappenrennen veranstaltet wird.

## Geschichte
Das Rennen Clásica del Oeste-Doble Bragado (die gängige Abkürzung lautet Doble Bragado) wurde 1922 begründet. Doble Bragado ist  nachdem die Argentinien-Rundfahrt nicht mehr ausgetragen wird das wichtigste Etappenrennen des Landes. Es findet in der Provinz Buenos Aires statt. Die erste Austragung fand unter dem Namen „Doble Mercedes“ statt. Die Bezeichnung wechselte dann auf die Namen „Doble Chivilcoy“ (1932–1939), Doble Bragado (1940–1956), „Doble 9 de Julio“ (1957–1964) und ab 1965 wieder Doble Bragado.

## Palmarès
- 1922  Eugenio Gret
- 1923  Eugenio Gret
- 1924  Cosme Saavedra
- 1925  Cosme Saavedra
- 1927  Cosme Saavedra
- 1928  Cosme Saavedra
- 1929  Cosme Saavedra
- 1930  Cosme Saavedra
- 1931  Francisco Rodríguez
- 1932  Remigio Saavedra
- 1933  Mario Stefani
- 1934  Remigio Saavedra
- 1935  Mario Mathieu
- 1936  Mario Mathieu
- 1937  José Gonzalez
- 1938  Mario Mathieu
- 1939  Mario Mathieu
- 1940  Mario Mathieu
- 1942  Mario Mathieu
- 1947  Óscar Giacché
- 1948  Miguel Sevillano
- 1949  Ceferino Peroné
- 1950  Oscar Muleiro
- 1951  Saúl Crispin
- 1952  Dante Benvenuti
- 1953  Alfredo Figgini
- 1954  Humberto Varisco
- 1956  Rodolfo Caccavo
- 1957  Carlos Alberto Vázquez
- 1958  Ricardo Senn
- 1959  Duilio Biganzoli
- 1960  Carlos Alberto Vázquez
- 1961  Marcos Spaggiari
- 1964  Carlos Alvarez Seidanes
- 1965  Carlos Alvarez Seidanes
- 1966  Eduardo Sanchez
- 1967  Héctor Gomez
- 1968  Saul Alcantara
- 1969  Raul Gomez
- 1970  Rodolfo Tadeo
- 1971  Raul Gomez
- 1972  Ismael Torres
- 1973  Osvaldo Benvenutti
- 1974  Ricardo Jurado
- 1975  Oswaldo Frossasco
- 1980  Ricardo Jurado
- 1981  Omar Richeze
- 1982  Juan Ruarte
- 1983 nicht ausgetragen
- 1984  Luis Moyano
- 1985  Carlos Bodei
- 1986  Armando Robledo
- 1987  Alejandro Carrusca
- 1988  Marcelo Alexandre
- 1989  Jorge Sebastia
- 1990  Adrián García
- 1991  Marcello Alexandre
- 1992  Luis Biera
- 1993  Pablo Pérez
- 1994  Ruben Priede
- 1995  Rubén Pegorin
- 1996  Gustavo Artacho
- 1997  Juan Esteban Curuchet
- 1998  Juan Curuchet
- 1999  Walter Pérez
- 2000  Juan Curuchet
- 2001  Edgardo Simón
- 2002  Ángel Darío Colla
- 2003  Juan Curuchet
- 2004  Alejandro González
- 2005  Pedro Prieto
- 2006  Matías Médici
- 2007  Ángel Darío Colla
- 2008  Gerardo Fernández
- 2009  Daniel Díaz
- 2010  Román Mastrángelo
- 2011  Leandro Messineo
- 2012  Laureano Rosas
- 2013  Fernando Antogna
- 2014  Laureano Rosas
- 2015  Juan Melivilo
- 2016  Laureano Rosas
- 2017  Román Mastrángelo
- 2018  Fernando Antogna
- 2019  Aníbal Borrajo
- 2020–2021 nicht ausgetragen
- 2022  Elbio Alborzen
- 2023  Sergio Fredes
- 2024  Omar Salim Azzem